# ATC kód M02
ATC kód M02 Lokální léčiva k terapii bolestí svalů a kloubů je hlavní terapeutická skupina anatomické skupiny M. Muskuloskeletální systém.

## M02A Lokální léčiva k terapii bolestí svalů a kloubů

### M02AA Protizánětlivá léčiva, nesteroidní, k zevnímu použití
M02AA05 Benzydamin
M02AA06 Etofenamát
M02AA07 Piroxikam
M02AA10 Ketoprofen
M02AA12 Naproxen
M02AA13 Ibuprofen
M02AA15 Diklofenak
M02AA17 Kyselina niflumová
M02AA23 Indomethacin

### M02AC Přípravky s deriváty kyseliny salicylové
M02AC Přípravky s deriváty kyseliny salicylové

### M02AX Jiná lokální léčiva k terapii bolestí svalů a kloubů
M02AX10 Různé

## Poznámka
- Registrované léčivé přípravky na území České republiky.
- Informační zdroj: Státní ústav pro kontrolu léčiv, Všeobecná zdravotní pojišťovna.